# Jörg Immendorff

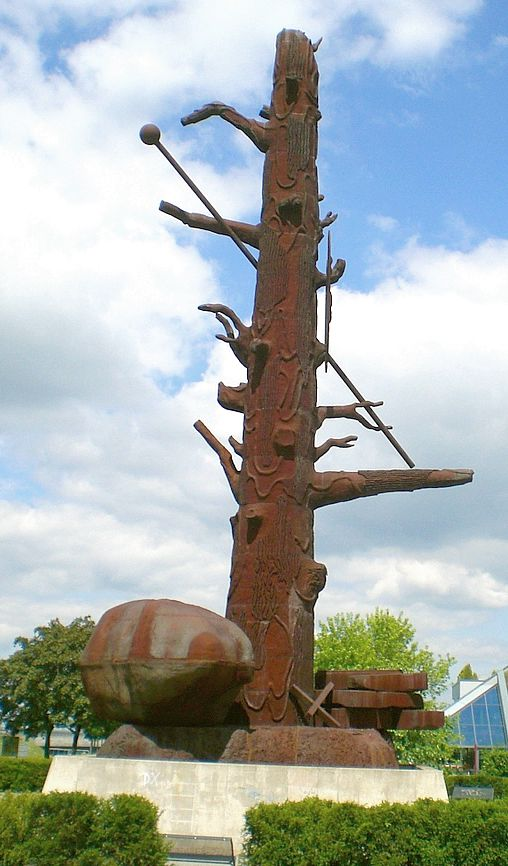
Escultura realitzada per Jörg Immendorff a Riesa (Alemanya)

Jörg Immendorff (Bleckede, Baixa Saxònia, 14 de juny de 1945 - Düsseldorf, 28 de maig de 2007) va ser un pintor i escultor neoexpresionista alemany.
Deixeble de Joseph Beuys, format a l'Acadèmia de Belles Arts de Dusseldorf, va ser un dels pintors alemanys de la postguerra que es relaciona amb l'escola dels denominats nous fauves. Del conjunt de la seva obra destaca la sèrie de la dècada de 1970 titulada Cafè Deutschland, on tractava la divisió entre la República Federal d'Alemanya i la República Democràtica. Amic personal de Gerhard Schröder, un dels seus últims treballs va ser el retrat oficial del mateix una vegada conclòs el seu mandat per a la Galeria dels cancellers a Berlín. Va ser professor de l'Acadèmia de Belles Arts de Múnic.
En l'àmbit polític, va ser un maoista confés, molt crític amb el passat nazi alemany i un fervent defensor de la protecció del medi ambient.